# Hinrich Sädeler
Hinrich Sädeler oder Heinrich Sädeler oder Hinrich Sadeler, Saller oder Scheller (geboren 1626 in Hannover; gestorben 5. Juni 1699 ebenda) war ein deutscher Goldschmied. Er nutzte zwei Marken; als Beschauzeichen das dreiblättrige Kleeblatt der Altstadt Hannovers, als Meisterzeichen seine Initialen HS.

## Leben
Hinrich Sädeler war – laut der Inschrift auf seinem Grabstein – Sohn des Kaspar Sädeler. Er steht in einer Reihe mit den in der hannoverschen Kreuzkirchen-Gemeinde ab 1611 sowie in der Marktkirche verzeichneten Sterbefällen gleichartiger Namensträger aus der Familie.
Am 27. Januar 1665 leistete Hinrich Sädeler den Bürgereid der Stadt Hannover.
Am 5. Oktober 1680 stand Sädeler Pate bei der Taufe einer Tochter des in der Calenberger Neustadt niedergelassenen Goldschmiedes Philipp Jacob Hornung.
Laut der Kopfsteuerbeschreibung von 1689 – in der Sädelers Alter abweichend mit 60 Jahren angegeben wurde – wohnte Sädeler in der Köbelingerstraße. Seinerzeit ging der damals 18-jährige Dietrich Pasenau bei Sädeler in die Lehre.
Für die im Jahr 1674 geprägten Zwölfmariengroschen der Stadt Hannover „von feinem Silber“ erhielt Sädeler „für das Abziehen von Gewichten und für das Ändern einiger Ziffern auf Eisen und Stöcken“ eine Vergütung von 12 Mariengroschen. Im ehemaligen Vaterländischen Museum der Stadt hatten sich 9 Stempel zur Rückseite der 12-Mariengroschen erhalten.
Sädeler heiratete Caterina Magareta Wortmans (geboren um 1645; gestorben 20. Oktober 1632). Das Ehepaar hatte drei Töchter und zwei Söhne. Am 13. Juli 1681 wurde laut dem Verzeichnis der Marktkirche „Mr. Heinrich Sadlers Kind still beygesetzt“.
Nach Heinrich Sädelers Tod behauptete dessen Sohn Johann Eberhard Sattler, sein Vater wäre 75 Jahre alt geworden und habe 50 Jahre als Amtsmeister und 25 Jahre als Vorsteher gewirkt.
Hinrich Sädeler wurde auf dem Alten St.-Nikolai-Friedhof beigesetzt. Seinen dortigen, zur Zeit der Renaissance gestalteten Grabstein beschrieben der Historiker Carl Schuchhardt sowie – in der frühen Nachkriegszeit – der Genealoge Hans Mahrenholtz.

## Bekannte Werke (Auswahl)
- ohne Datum: Sädelers Stempel auf dem schmalen Stiel eines durchlöcherten, siebartigen Löffels, mit dem in der Kreuzkirche mögliche „Weinfischchen“ aus dem Abendmahlskelch entfernt werden konnten[5]
- ohne Datum: Oblatendose in Eschede bei Celle: „passige Form mit getriebenem Blumenornament und mit Allianzwappen“; Herald rechts: zwei Flügel; Herald links: ein Baum zwischen zwei steigenden Löwen[1]
- 1655: Gesellen-Willkomm des hannoverschen Schneideramtes; Meisterzeichen H.S.; ehemals im Schneideramtshaus; im Besitz des Historischen Museums Hannover[6]
- 1661 laut Inschrift gestiftete Patene in Idensen, Kreis Neustadt[1]
- um 1663: Kästchen auf vier Kugeln, Silber, 80 g, gesägt, getrieben und gelötet, auf dem Deckel und den Seitenwänden gravierte Blumen, auf dem Deckel ein Griff in Scharnieren; Höhe 4,6 cm (mit Griff 6,7 cm); Breite 7,2 cm, Tiefe 4 cm; erhalten in der Sammlung des Altonaer Museums[7]
- 1665: silberner Schützen-Willkomm, ältester bekannter der hannoverschen Schützen. Laut einer Anschaffungs-Rechnung von 1664 steuerte der dann ausführende Sädeler neben anderen hochgestellten Persönlichkeiten der Stadtgesellschaft wie beispielsweise Bürgermeister David Amsing ebenfalls einen Geldbetrag bei.[8]
- 1665: Gesellen-Willkomm des Schneideramtes Hannover; Historisches Museum Hannover[1]
- 1665: „Laut Aufzeichnungen der Gilde“ von Heinrich Sädeler für das Schützenhaus Hannover gestifteter Willkomm der Schützengilde[1]
- 1666 von Elisabeth Sophia von Anderten, Ehefrau des Amtsmannes Georg Albrecht Block für die Kirche in Idensen gestiftete zylindrische Oblatendose, Durchmesser 13 cm[1]
- 1668: Silberner Becher des Fleischeramts Hannover, zylindrisch auf drei Kugelfüßen, Deckel wohl verlorengegangen; in der Becherwandung die Umschrift „DAS AMBT DER FLEISCHER AD 1668“. Das „eingravierte Schlachter-Wappen lässt sich als Verballhornung des hannoverschen Stadtwappens lesen. An Stelle der Marienblume taucht zwischen den Torflügeln ein Rinderkopf auf, der Löwe ist durch ein Schaf ersetzt.“ Höhe 7,5 cm, Durchmesser 7,8 cm; im Besitz des Historischen Museums Hannover[9]
- 1672: Kelch in Vahlbruch; die Jahreszahl liest sich allerdings wie eine 12 (16"12")[1]
- 1682: Silberne Branntweinschale, oval auf drei Kugelfüßen, die beiden Henkel an den Schmalseiten als stilisierte Greifen oder Drachen gestaltet; circa 29,5 cm × 10,8 cm × 15,5 cm, 450 g. An der Wandung wurde die Gravur „Justina. Margareta. Meyers. Witwe. Hinübers. 1682“, darunter das Allianzwappen „der Familie von Hinüber mit dem springenden Reh, rechts das Wappen der Familie Meyer mit kletterndem Reh und Halbmond.“ Justina Margareta Meyer (1630–1687), Witwe des ersten kurfürstlich braunschweig-lüneburgischen Postmeisters Hans Hinüber (1618–1680), schenkte die Schale ihrem Sohn Anton Johann anlässlich dessen Vermählung 1682 mit seiner – ersten – Frau Ilse Margarete Schröder (1659–1689).[10]
- 1689: silberne Oblatendose, teilvergoldet, Höhe 5 cm, Durchmesser 10,6 cm; Bu 2,8–3,8 cm. Die Dose mit abnehmbaren Deckel wurde später, 1707, als Stiftung des schon 1688 verstorbenen Professors Johann Eichel Edler von Rautenkron für die Kirche St. Stephanie in Helmstedt mit einer Gravur versehen. Diese zeigt die Initialen des Stifters J E E V R als kunstvoll ineinander verschlungene Buchstaben, wobei „alle Buchstaben außer dem auf der Mittelachse platzierten v(on) […] klappsymmetrisch zweimal geschrieben“ wurden.[3]